# Словесные названия российского оружия/М
Словесные названия российского оружия
А
Б
В
Г
Д
Е
Ё
Ж
З
И
К
Л
М
Н
О
П
Р
С
Т
У
Ф
Х
Ц
Ч
Ш
Щ
Э
Ю
Я
- «Мавр» — проект космического корабля для полёта на Марс
- «Маг» — магнитофон специальный дисковый П-181
- «Магистраль» — узел управления средствами помех КВ радиосвязи Р-380Ф
- «Магма» — дрейфующий гидроакустический имитатор движущейся ПЛ МГ-54
- «Магнетит» — дрейфующий прибор гидроакустического противодействия
- «Магний» — авиационная аппаратура опознавания (на Бе-6)
- «Магнит» — радиолокационная ГСН для ЗУР 5В11
- «Магнит» — воздушная мишень ИЦ-59В
- «Магнолия» — радиостанция Р-123
- «Магнус» — прицел ночной модульный оптический 1ПН93
- «Маис» — авиационная астроинерциальная система (проект)
- «Майданак» — командно-измерительный комплекс
- «Мак» — серия теплопеленгаторов, устанавливаемых на авиационную и наземную технику.
- «Маковка» — радиостанция Р-353М-1
- «Макрель» — экспериментальная дизель-электрическая подводная лодка СС-533 проекта 1710 [Beluga]
- «Макс» — проект многоцелевой авиационно-космической системы (МАКС)
- «Малахит» — противокорабельная ракета П-120 (4К85) [SS-N-9 Siren]
- «Малахит» — речной минный тральщик проекта 1259 (уменьшенная версия проекта 1258) [Olya]
  - «Малахит-2» — речной минный тральщик проекта 12592
- «Малахит» — проект КА оперативного наблюдения («Янтарь»)
- «Малахит» — световой прибор в водолазном комплекте СВГ-200
- «Малахит» — запросчик «свой-чужой» системы «Пароль»
- «Малахит» — серия бронежилетов
- «Малахит» — носимый комплекс средств автоматизированного управления огнём артиллерийских подразделений
- «Малахит» — самоходная ПУ запуска БПЛА «Пчела»
- «Малахит» — вычислительный комплекс в межконтинентальной баллистической ракете РСМ-54 «Синева»
- «Малиновка» — миниатюрный БПЛА
- «Малка» — 203-мм самоходная пушка 2С7М («Пион-М»)
- «Малолеток» — комплексная аппаратная связи П-144МСН
- «Малыш» — 9-мм малогабаритный пистолет ОЦ-21
- «Малыш» — модификация автомата АКС-74У
- «Малыш» — неконтактный взрыватель АЗ-Т-016 для 57-мм ОФС
- «Малыш» — прицел ночной модульный оптический 1ПН93
- «Малыш» — 122-мм реактивный снаряд для установки 9П132
- «Малыш» — УКВ радиостанция Р-148
- «Малютка» — ПТРК 9К11 [AT-3B Sagger]
  - «Малютка-2» — ПТРК 9К11-2 с ракетой 9М14-2
  - «Малютка-М» — ПТРК 9К11М с ракетами 9М14М и 9М14М1
  - «Малютка-П» — ПТРК 9К11П с ракетами 9М14П и 9М14П1
- «Малютка» — управляемая ракета «воздух-воздух» малой дальности К-88 (опытная)
- «Малютка» — тепловая ГСН
- «Малютка» — переносная станция радиотехнической разведки МРР-1-7
- «Малютка» — переносная станция спутниковой связи
- «Манго» — 125-мм бронебойный подкалиберный снаряд 3БМ42
- «Мангуст» — быстроходный патрульный катер проекта 12150
- «Мандат» — комплекс разведки и подавления УКВ радиосвязи Р-330
- «Манёвр» — АСУ дивизионного звена сухопутных войск
- «Манёвр» — аппаратура ЗАС Т-235
- «Манометр» — разведывательный корабль проекта 650РП
- «Манта» — система супервизорного управления манипуляторами подводных аппаратов
- «Манчак» — малогабаритный тепловизионный носимый наблюдательный прибор 15Ц30
- «Марал» — гусеничный плавающий транспортёр тягач ГТ-ТР
- «Марат» — линейный корабль проекта 27
- «Марина» — подводный трёхместный аппарат
- «Мария» — атомная бомба имплозивного типа РДС-3 с номинальной мощность заряда 40 Кт
- «Марк» — авиационно-космический комплекс (на базе БРПЛ Р-29)
- «Маркер» — маркерный УКВ радиопередатчик радиосетей ВДВ (Р-255МП)
- «Марлин» — сторожевые катера проекта 1100
- «Марс» — тактический ракетный комплекс 2К1 [FROG-2]
- «Марс» — многоцелевая атомная подводная лодка проекта 945Б [Sierra-III]
- «Марс» — противопожарное судно проекта 14613
- «Марс» — многоспектральный прибор разведки
- «Марс» — авиационная наземная перевозимая УКВ радиостанция Р-848
- «Марс» — РЛС контейнерного типа
- «Марс» — РЛС артиллерийской разведки АРСОМ-3П
- «Марс» — корабельная шумопеленгаторная станция
- «Марс» — катер на воздушной каверне проекта 02100
- «Марс» — авиационная система навигации
- «Марс» — малая автоматизированная рабочая станция (наземный сегмент БПЛА)
- «Марс» — портативная УКВ радиостанция
- «Марс» — радиотехническая метеостанция («Шквал»)
- «Марс-Пассат» — корабельная РЛС
- «Маршрут» — авиационная радионавигационная система
- «Маска» — противопульный защитный шлем
- «Маска» — бортовая аппаратура 3Б80 ПКР 3М80
- «Масштаб» — аппарат записи и анализа сигналов радиотелеграфных передач Р-348
- «Материк» — авиационная радиомаркерная система слепой посадки СП-50
- «Маугли» — прицел ночного видения 1ПН72М для ПЗРК «Игла-С»
- «Маховик» — аппаратура ЗАС Т-230
- «Мачта» — корабельная РЛС
- «Машина» — комплекс средств автоматизации управления огнём самоходной артиллерии (1В13)
- «Машук» — большой спасательный буксир проекта 1453
- «Машук» — РЛС 5Н88
- «Маяк» — экспериментальная шахтная пусковая установка для БР Р-12
- «Маяк» — мобильная и стационарная радиостанция 16Р22В(С)-1
- «Маяк» — самонаводящаяся головная часть 15Ф678 для МБР Р-36М
- «Маяк» — гирокомпас
- «Маяк» — авиационная станция постановки радиопомех
- «Маяк» — аппаратура расшифровки данных с «Тестера»
- «Маяк» — радиолокатор с синтезированной апертурой
- «Маяк» — проект ракеты-носителя (лёгкого и среднего класса)
- «Медведица» — морской навигационный комплекс
- «Медведка» — малогабаритный противолодочный ракетный комплекс К77Р (ракета 87Р)
- «Медведь» — специальная полицейская бронемашина СПМ-3
- «Медведь» — артиллерийский тягач КамАЗ-63501АТ на базе шасси КамАЗ-63501 для транспортировки артиллерийских орудий и систем массой до 12 тонн
- «Медвежонок» — авиационный домкрат
- «Медея» — реанимационный автомобиль на базе УАЗ-452К
- «Межа» — АСУ радиолокационного узла 5Н93М
- «Мезень» — корабельная ГАС миноискания МГ-79
- «Мезотрон» — автоматизированный звукометрический комплекс АЗК-7 (1Б33)
- «Мезофил» — заградительно-глубинный снаряд 111СЗГ комплекса РКПТЗ-1М «Удав-1М»
- «Мельник» — корабельный ВВ радиоприёмник ПРВ (М-1) Р-673
- «Метка» — авиационная аппаратура
- «Метроном» — дистанционный электронный взрыватель 9Э293 (для реактивных снарядов «Град» и «Ураган»)
- «Меридиан» — КА связи 14Ф112 ЕССС-2
- «Меридиан» — средний разведывательный корабль проекта 864 [Vishnja]
- «Меридиан» — система дальней навигации (на Ту-16/95)
- «Меридиан» — автопилот 3А80 ПКР 3М80
- «Мерка» — возимая УКВ радиостанция Р-171
- «Меркурий» — авиационная ночная прицельная система
- «Меркурий» — большие таможенные суда проекта 14232
- «Меркурий» — проект авианесущего корабля
- «Меркурий» — система ПРО (проект)
- «Меркурий» — корабельная КВ радиостанция малых надводных кораблей Р-607
- «Меркурий» — авиационная наземная подвижная радиостанция Р-843
- «Металлист» — мобильный робот для МВД
- «Метель» — корабельный противолодочный комплекс УРПК-3 (84Р) [SS-N-14A Silex]
- «Метель» — авиационная станция разведки и целеуказания
- «Метель» — стабилизатор танкового вооружения
- «Метель» — корабельный радиоприёмник (на ПЛ)
- «Метелица» — противолодочный ракетный комплекс («Медведка»)
- «Метео» — высотный самолёт Ан-6 (опытный)
- «Метеор» — авиационный радиоэлектронный оборонительный комплекс
- «Метеор» — двухплоскостной стабилизатор вооружения 2Э15 для танка Т-62
- «Метеор» — метеорологический космический аппарат
- «Метеор» — береговой противокорабельный РК ФКР-1
- «Метеор» — самолёт-снаряд КС-7(ФКР-1)
- «Метеор» — возимый УКВ радиоприёмник Р-313
- «Метеор» — радиометеорологическая станция РМС-1 (1РЛ36)
- «Метеор» — ПНК на Ту-95
- «Метеорит» — универсальная стратегическая КР 3М-25 (П-750) КРНБ [SSC-X-5]; КРМБ [SS-N-24 Scorpion]
- «Метеорит» — установка разминирования УР-77
- «Метис» — переносной ПТРК 9К115 [AT-7 Saxhorn]
- «Метеорит» — переносной УКВ радиоприёмник Р-314
- «Метис» — тепловизионный прицел 1ПН79
- «Механизатор» — приёмо-индикаторная аппаратура 1В514-1 для САУ
- «Механизм» — автоматизированный радиотехнический комплекс 1Б67 для беззондового определения параметров атмосферы
- «Меч» — РЛС П-37 (1РЛ139)
- «Меч» — авиационная бортовая РЛС Н001 (Су-27)
- «Меч» — РЛС обзора Земли на ОКС «Алмаз»
- «Мечта» — гидроакустический лаг ЛА-2
- «Микрон» — радиостанция Р-159
- «Микрон» — проект малой ракеты-носителя
- «Мимоза» — аппаратура ЗАС T-612
- «Мина» — прибор управления торпедной стрельбой
- «Миндаль» — авиационная УКВ радиостанция Р-801В (РСИУ-4В)
- «Минерал» — корабельная система целеуказания
- «Минитор» — малый космический аппарат
- «Минотавр» — корабельная буксируемая ГАС
- «Минск» — лидеры эскадренных миноносцев проекта 38
- «Минута» — прицел снайперский оптический 1П21
- «Мираж» — патрульный катер проекта 14310
- «Мираж» — стационарный индикатор оптических систем
- «Мираж-2002» — перевязочная машина на базе БМД-3
- «Миротворец» — универсальный разгрузочный жилет
- «Миус» — дистанционно-управляемый гранатомётный комплекс 6С4
- «Миус» — корабельная РЛС
- «Миф» — индикатор оптических систем
- «Мобот» — мобильный робототехнический комплекс
- «Модель» — складной шлем 6Б8 для десанта и экипажей транспортных средств
- «Модель» — гиперзвуковая летающая лаборатория
- «Модерн» — 5,45-мм автомат АКС-74У
- «Модуль» — серия бронежилетов и бронещитов
- «Модуляция» — авиационная станция РЭБ СПС-4
- «Можаец» — научно-образовательный космический аппарат
- «Молибден» — стационарный КВ радиоприёмник Р-154-2М
- «Молния» — ракета-носитель 8К78
- «Молния» — спутник связи
- «Молния» — 73-мм гладкоствольное орудие 2А25 для БМП
- «Молния» — большой ракетный катер проекта 1241 [Tarantul-I]
- «Молния» — малый противолодочный корабль проекта 12412 [Pauk-I]
- «Молния» — автоматизированный комплекс связи ПЛ Р-780
- «Молния» — станция дальнего обнаружения кораблей по излучению РЛС
- «Молния» — РЛС артиллерийской разведки АРСОМ-1
- «Молния» — корабельный комплекс управления стрельбой
- «Молния» — стабилизатор танкового вооружения
- «Молния» — авиационная ПКР Х-45 (проект)
- «Молния» — сторожевой корабль III серии проекта 39
- «Молния» — тренажёрный комплекс для ВМФ (обучение управлению ГЭУ)
- «Молния» — четырёхступенчатая ракета-носитель 8К78
- «Молодец» — МБР РТ-23 УТТХ (РС-22) [SS-24 mod.2 Scalpel]
- «Молот» — 115-мм гладкоствольная танковая пушка У-5ТС (2А20)
- «Молот» — гладкоствольное самозарядное ружьё на основе РПК («Вепрь-12»)
- «Молот» — реактивный стратегический бомбардировщик М-4
- «Молот» — проект ОБТ Объект 477
- «Момент» — унифицированный ремонтный модуль
- «Момент» — пассивный радиотехнический комплекс 14Г6
- «Монерон» — станция радиотехнической разведки СРТР-С (1РЛ254) сантиметрового диапазона волн комплекса «Сахалин»
- «Монитор» — РЛС наземной разведки ПСНР-5М (1РЛ133-2)
- «Монолит» — корабельная система освещения надводной обстановки
- «Монолит» — управляемая ракета калибра 130 мм класса «воздух — земля»
- «Монолог» — унифицированный комплекс средств автоматизации командной системы боевого управления 83Т212 на базе КамАЗ-5350
- «Монолог» — аппаратура АТ-3002М
- «Монорельс» — движущаяся мишень (1У49)
- «Монумент» — корабельная система управления (ПКР)
- «Монумент» — корабельная РЛС целеуказания
- «Море» — корабельный ПУС
- «Море» — система взаимного обмена информацией между кораблями тактической группы МВУ-200
- «Море» — автономный радиотехнический комплекс 14Б133
- «Морж» — корабельная волоконно-оптическая аппаратура внутренней связи и коммутации П-610
- «Морион» — корабельная система стабилизации на волнении
- «Морской дьявол» — серия боевых ножей (для ВМФ и ВВС)
- «Морской змей» — авиационная поисково-прицельная система
- «Морской змей» — бомбардировщик Су-32ФН
- «Морской лев» — экспериментальный двухсредный автомат АСМ-ДТ
- «Морской старт» — плавучий стартовый комплекс РН «Зенит»
- «Морфей» — перспективный ЗРК малой дальности (42С6)
- «Моряна» — всплывающее буксируемое антенное устройство К-690 для подводных лодок
- «Москва» — комплекс РЭБ (1Л267)
- «Москва» — корабельная система управления стрельбой
- «Москва» — аппаратура шифрования телеграфных сообщений (1938, В. А. Котельников)
- «Москвич» — лёгкий многоцелевой вертолёт Ми-1 [Hare]
- «Москит» — пограничные сторожевые корабли проекта 1248 [Vosh]
- «Москит» — ракетный катер проекта 205
- «Москит» — ракетный комплекс 3К80 и ПКР П-270 (3М80) [SS-N-22 Sunburn]
- «Москит» — лёгкая авиационная РЛС (МиГ-АТ)
- «Мост» — РЛС обнаружения
- «Мост» — навигационный комплекс
- «Мотив» — самоприцеливающиеся суббоеприпасы (в составе снаряда 9М55К1 к РСЗО «Смерч»)
- «Мотовоз» — семейство унифицированных армейских автомобилей Урал-43206 (4×4), Урал-4320 (6×6) и Урал-5323 (8×8), пришедшее на смену семейству «Суша»
- «Мошкара» — комплекс дистанционной постановки помех УКВ радиосвязи
- «Мошкарец» — комплекс дистанционной постановки помех
- «Мрия» — тяжёлый транспортный самолёт Ан-225 [Cossack]
- «Мста» — семейство 152-мм самоходных (колёсная и гусеничная) и буксируемых орудий
  - «Мста-Б» — 152-мм буксируемая гаубица 2А65 [M1987]
  - «Мста-К» — 152-мм самоходная гаубица на колёсном шасси 2С21
  - «Мста-С» — 152-мм самоходная гаубица 2С19 [M1990 Farm]
- «Мулат» — тепловизионный прицел 1ПН86
- «Мумия» — 125-мм подкалиберный снаряд 3П31
- «Мундштук» — 9-мм вышибной патрон ПМАМ для стрелково-гранатометных комплексов малого демаскирующего действия Изделие Д и Изделие ДМ
- «Муравей» — транспортный контейнер (баул)
- «Мурена» — десантный катер на воздушной подушке проекта 12061
- «Мурена» — атомная подводная лодка проекта 667Б [Delta-I]
  - «Мурена-М» — атомная подводная лодка проекта 667БД [Delta-II]
- «Мурена» — система управления торпедными аппаратами
- «Мурманск» — корабельный комплекс РЭБ 5П29
- «Мурмон» — грузовой автомобиль ЗиЛ-157
- «Муромец» — 3D-принтер P200 для полевого изготовления полимерных деталей (трубки, прокладки, колпачки и т.д.) при ремонте автомобилей
- «Муссон» — корабельная РЛС управления стрельбой противолодочного комплекса
- «Муссон» — геодезический космический аппарат 11Ф666
- «Мустанг» — высокоточный лазерно-телевизионный измерительный комплекс
- «Мустанг» — сторожевой катер проекта 18623
- «Мустанг» — семейство грузовиков повышенной проходимости КамАЗ: двухосный КамАЗ-4350, трёхосный КамАЗ-5350 и четырёхосный КамАЗ-6350
  - «Мустанг-М» — семейство грузовиков повышенной проходимости КамАЗ
- «Муфлон» — патрульный катер на воздушной каверне
- «Муха» — 64-мм реактивная противотанковая граната РПГ-18 (6Г12) (ТКБ-076)
- «Мыс» — станция радиолокационной разведки
- «Мыс» — береговая РЛС МР-10
- «Мыс» — 122-мм корабельная РСЗО А-215 (Град-М)
- «Мята» — 152-мм специальный (ядерный) снаряд 3ВБ6 для пушек 2А36, 2С5